# Slurm工作调度工具
Slurm 任务调度工具（前身为极简Linux资源管理工具，英文：Simple Linux Utility for Resource Management，取首字母，简写为SLURM），或 Slurm，是一个用于 Linux 和 Unix 内核系统的自由开源的任务调度工具，被世界范围内的超级计算机和计算机群广泛采用。它提供了三个关键功能。第一，为用户分配一定时间的专享或非专享的资源(计算机节点)，以供用户执行工作。第二，它提供了一个框架，用于启动、执行、监测在节点上运行着的任务(通常是并行的任务，例如 MPI)，第三，为任务队列合理地分配资源。
大约60％的500强超级计算机上都运行着Slurm，包括2016年前世界上最快的计算机天河-2。
Slurm使用基于Hilbert曲线调度或肥胖 网络拓扑结构的最适算法，以便优化并行计算机中的任务分配。

## 历史
早期，Slurm的开发归功于勞倫斯利佛摩國家實驗室，SchedMD ，Linux NetworX, Hewlett-Packard，Groupe Bull，他们把Slurm作为一个资源管理器。